# Kytorhinus karasini
Kytorhinus karasini là một loài bọ cánh cứng trong họ Bruchidae. Loài này được Fischer de Waldheim miêu tả khoa học năm 1809.